# Delicate ni sukishite
Delicate ni sukishite (デリケートに好きして?) è un brano musicale della cantante giapponese Takako Ōta, pubblicato come suo singolo di debutto. Il testo del brano è scritto da Yoshiaki Furuta mentre la musica da Masaaki Oomura.
Delicate ni sukishite è principalmente noto per essere stato utilizzato come sigla d'apertura dell'anime L'incantevole Creamy, oltre che come insert song di numerosi episodi dell'anime. Nella storia dell'anime infatti il brano faceva parte del repertorio della cantante Creamy Mami, protagonista dell'anime, doppiata proprio da Takako Ōta. Il brano presente sul lato B Pajamas no mamade era invece utilizzato come prima sigla di chiusura della serie.
Il brano è stato adattato anche in italiano ed in francese per la trasmissione dell'anime nelle due nazioni. In Italia la canzone è cantata da Cristina D'Avena e il testo italiano è stato scritto da Alessandra Valeri Manera.

## Tracce
Vinile Animage ANS-2007
1. Delicate ni sukishite (デリケートに好きして?) - 3:31
2. Pajamas no mamade (乳房のパジャマ?) - 3:30